# Oelkers-Werft
Die Oelkers-Werft ist eine ehemalige deutsche Werft und galt als Hamburger Traditionsunternehmen. Sie wurde im Jahr 1876 von Johann Oelkers gegründet.
Zu Spitzenzeiten beschäftigte sie 220 Mitarbeiter. Das Werftgelände betrug im Jahr 1991 25.000 m². Die Werft ging im Jahr 1991 endgültig in Konkurs.